# آمانچای اوربانی
آمانچای اوربانی (انگلیسی: Amancay Urbani؛ زادهٔ ۷ دسامبر ۱۹۹۱) بازیکن فوتبال اهل آرژانتین است.
وی همچنین در تیم‌های ملی فوتبال Argentina women's national under-20 football team و زنان آرژانتین بازی کرده‌است.